# Імператорські ВПС Маньчжоу-го
ВПС Імператорської Маньчжурії (кит. трад. 大満州帝国空軍, піньїнь: Даманжоудіго Кунцзюн, буквально «ВПС Великої маньчжурської імперії») — авіація Збройних сил Імператорської Маньчжурії. Сформована взимку 1937 р. з початковою чисельністю льотного складу ВПС 30 осіб.

## Формування та підготовка
Предтечею формування самостійних ВПС Імператорської Маньчжурії стала державіакомпанія «Маньчжурія», куди були надані окремі роти авіації Квантунської армії Японії. Авіакомпанія «Маньчжурія», крім цивільних перевезень, виконувала завдання транспортного та розвідувального характеру для армії. До 1939 року у складі авіакомпанії було сформовано три ескадрильї військових льотчиків в містах: Сіньцзін, Фентянь, Харбін.
З 1940 р. на базі столичної ескадрильї було сформовано штаб повітряних сил. Початково особовий склад ВПС складався з льотчиків та технічного персоналу японської армії. Влітку 1940 р. була сформована власна льотна школа, яка вела підготовку як військових, і цивільних льотчиків. У 1941 році у школі сталося вбивство одного з японських інструкторів та бунт курсантів-маньчжурів. Внаслідок бунту частина курсантів перейшла на бік маньчжурських партизанів.

## Авіаційний парк

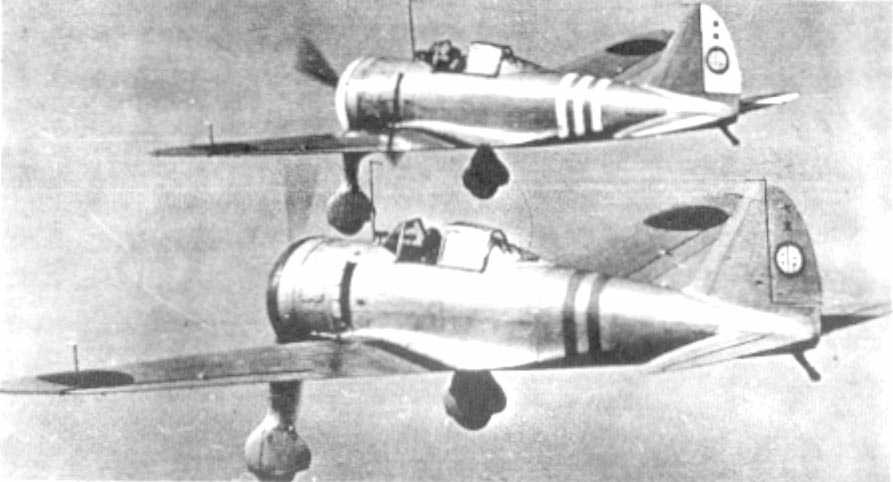
Ki-27/І-97
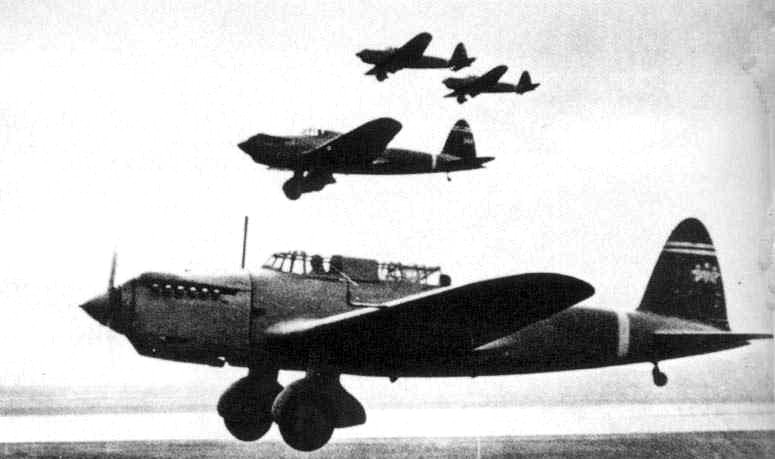
Ki-32/ЛБ-98

Аж до кінця війни ВПС Імператорської Маньчжурії в основному мали довоєнний парк літаків ВПС Імператорської армії Японії (Nakajima Ki-27 і Kawasaki Ki-32). Закупівлі техніки частково фінансувалися японськими компаніями в Імператорській Маньчжурії. До осені 1942 р. льотну школу Імператорської Маньчжурії було укомплектовано понад 20 одиницями навчальних Tachikawa Ki-9, «Ньюпор», Kawasaki Тип 88, монопланів Tachikawa Ki-55 та Tип 91/УБІ-91. У складі повітряних сил було сформовано батальйони транспортної авіації, які мали на озброєнні літаки Nakajima Ki-34. Урядовий авіазагін та авіакомпанія «Маньчжурія» також експлуатували пасажирський Junkers Ju 86, транспортні Tachikawa Ki-54 та Сапсан власного виробництва.

#### Техніка льотної школи

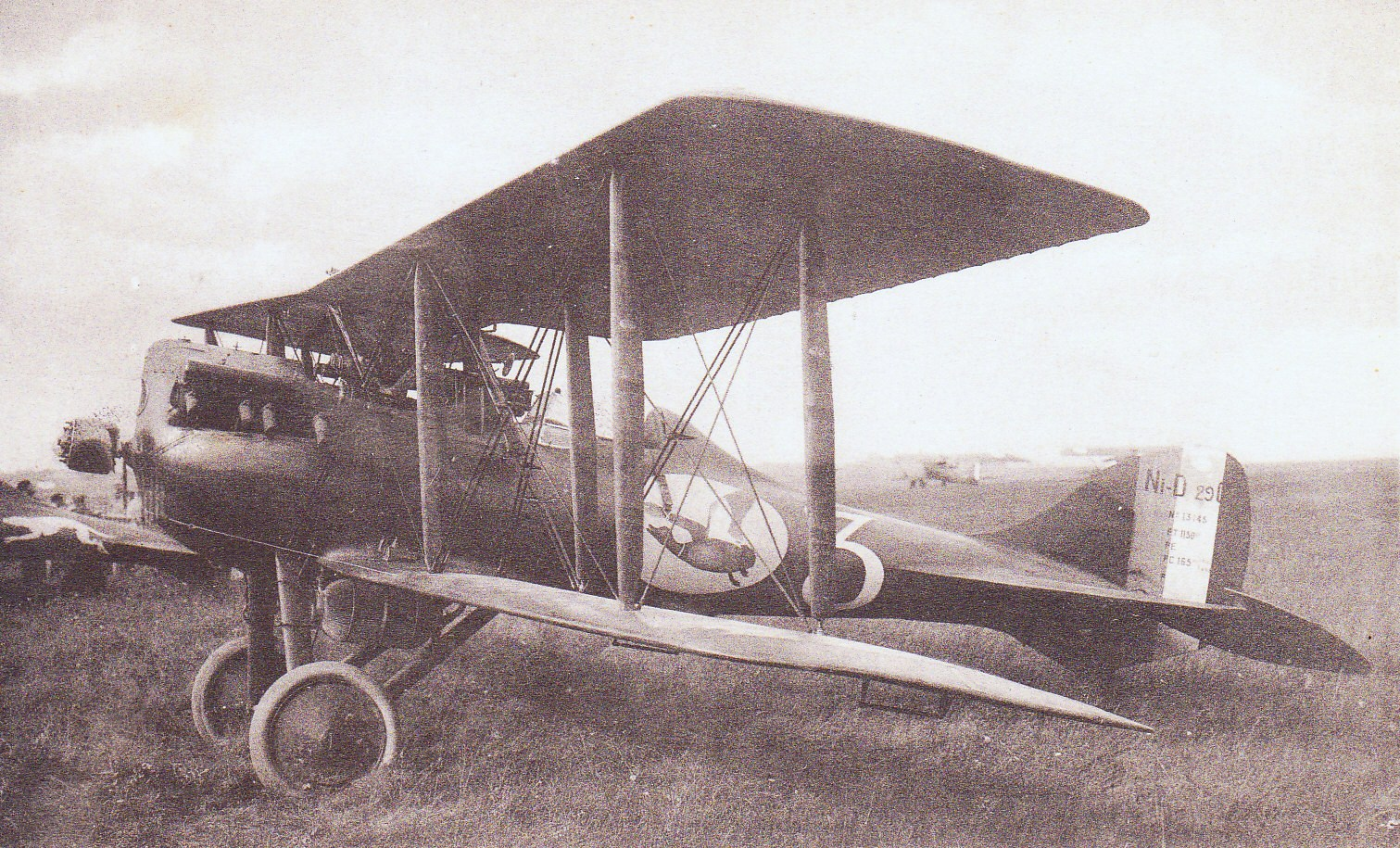
«Ньюпор»
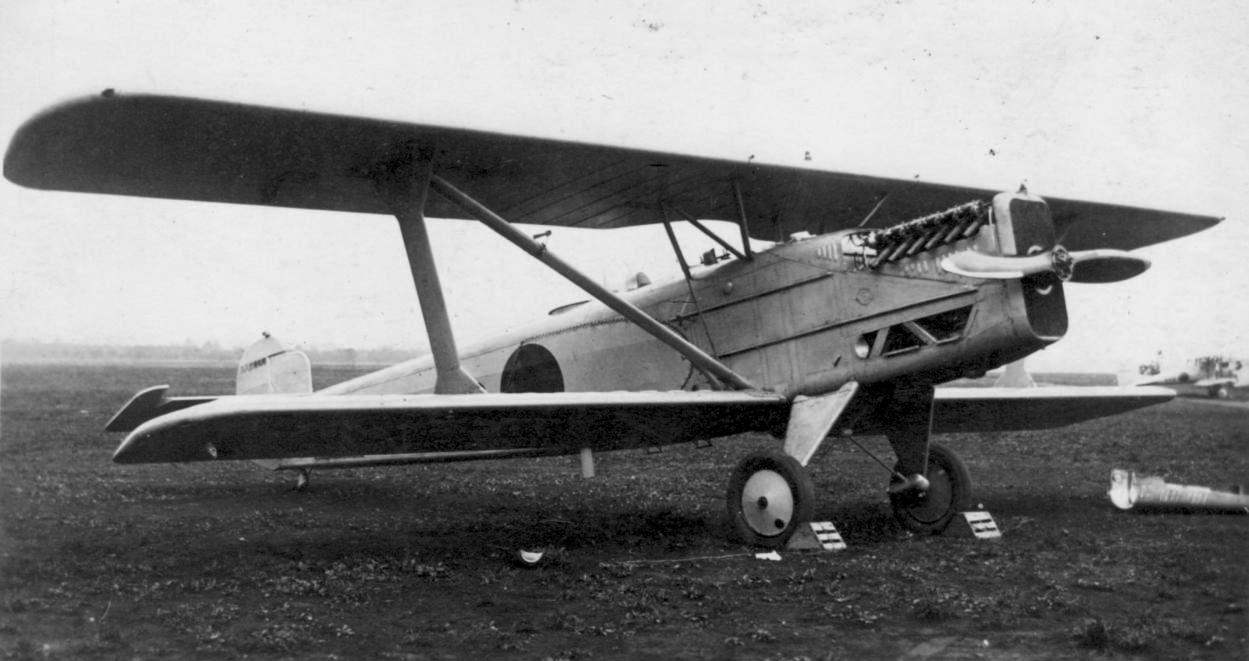
Тип 88/Р-88
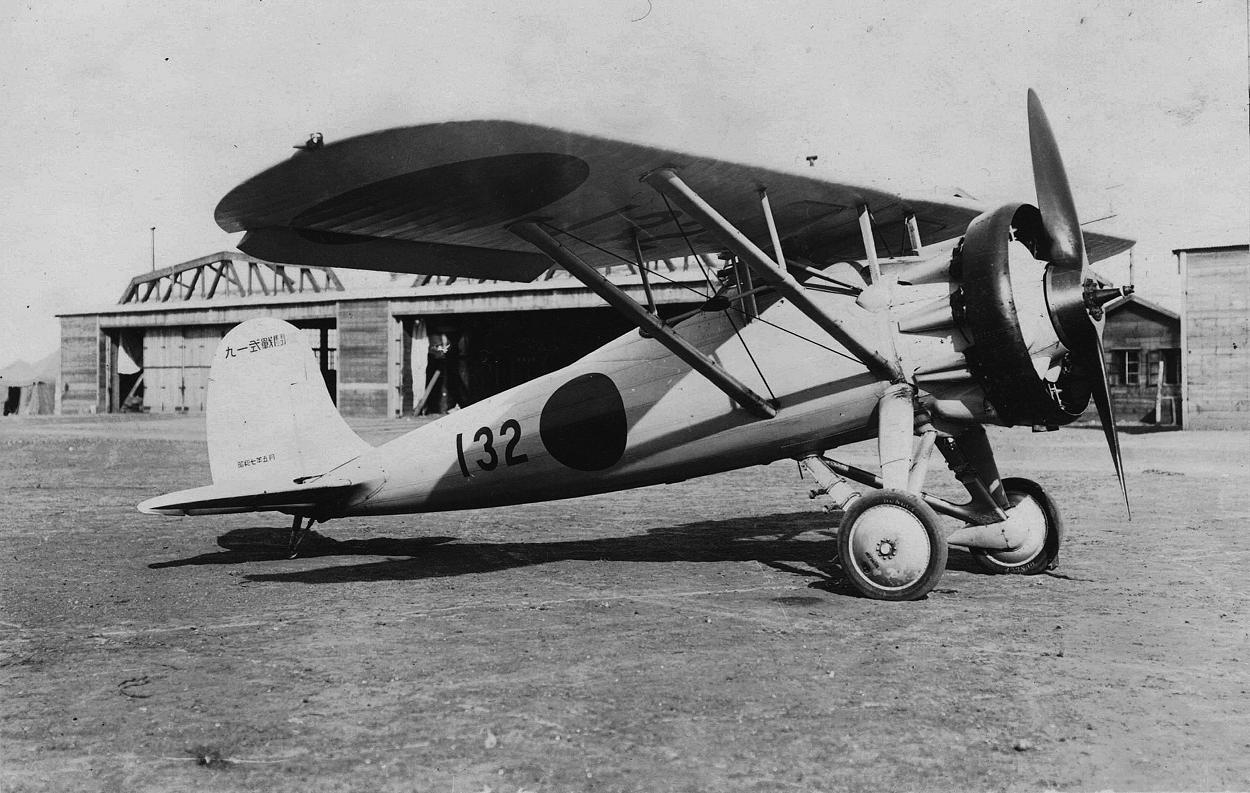
Тип-91/УБІ-91[en]
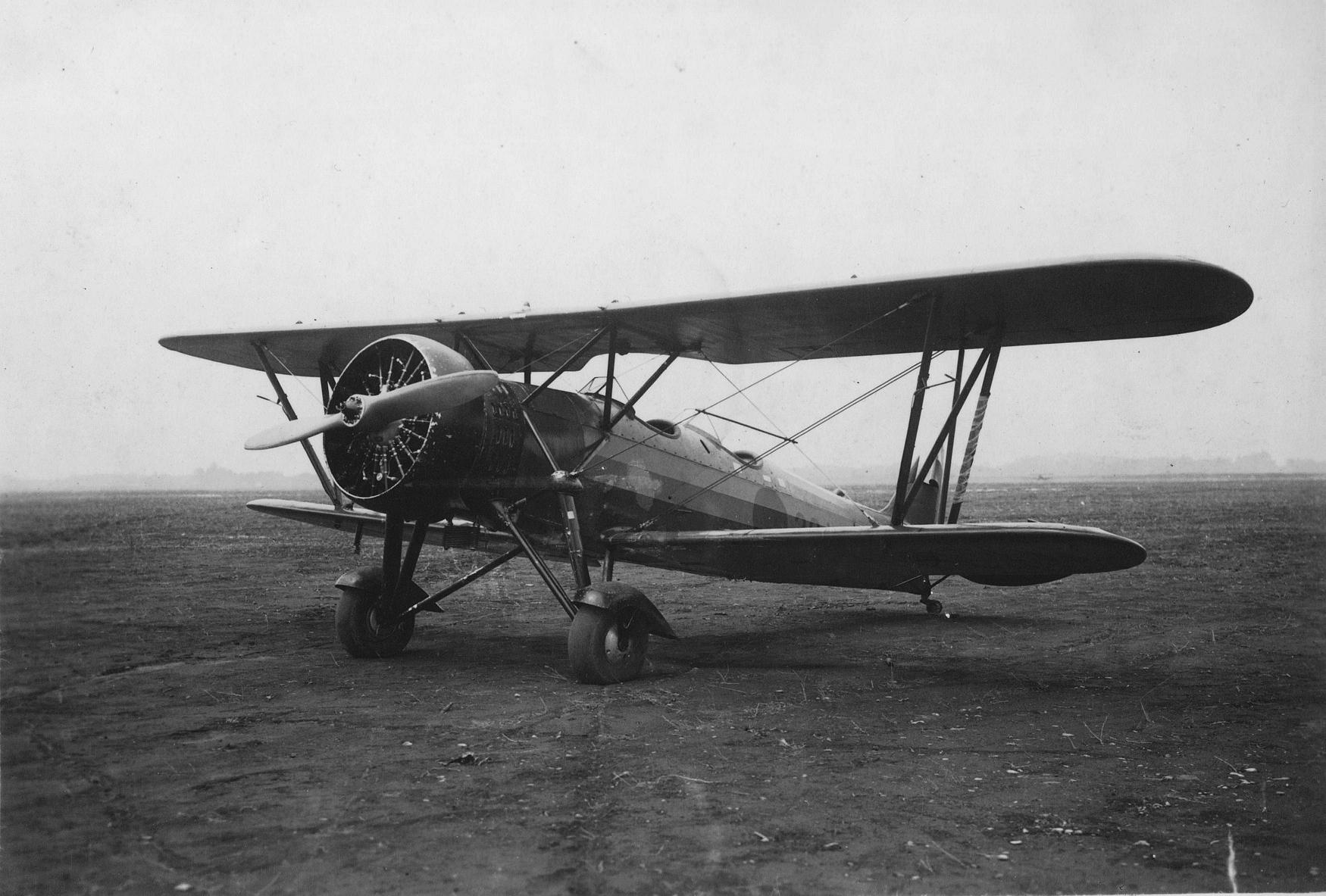
Ki-9/І-95
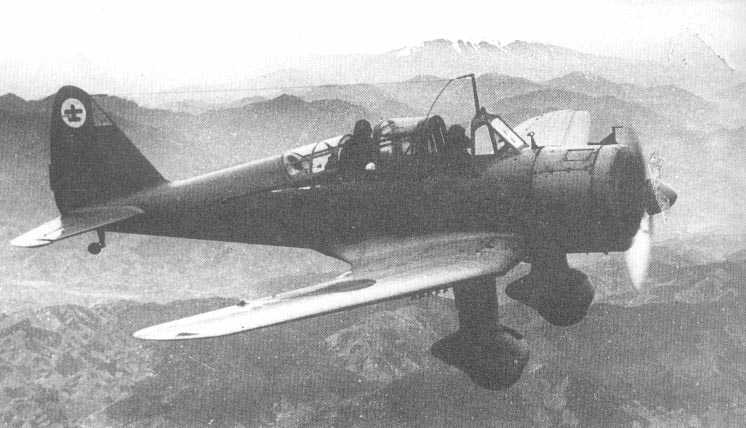
Ki-36\УБЛА-99

#### Техніка авіакомпанії «Маньчжурія»

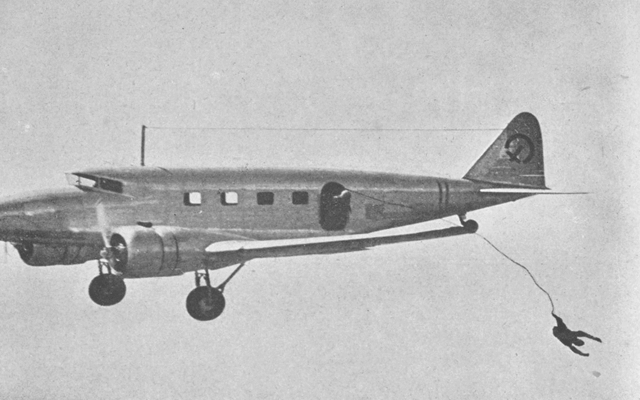
Ki-34/ВТС-97
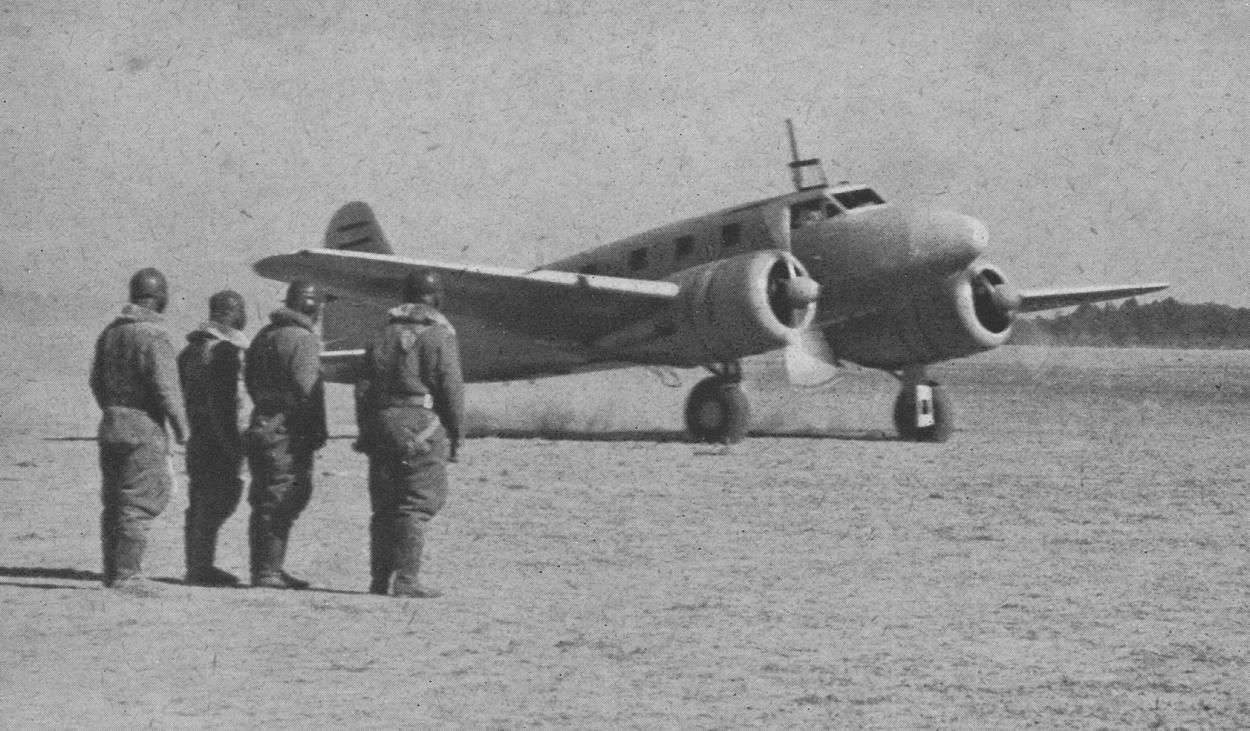
Ki-54/ВТС-1
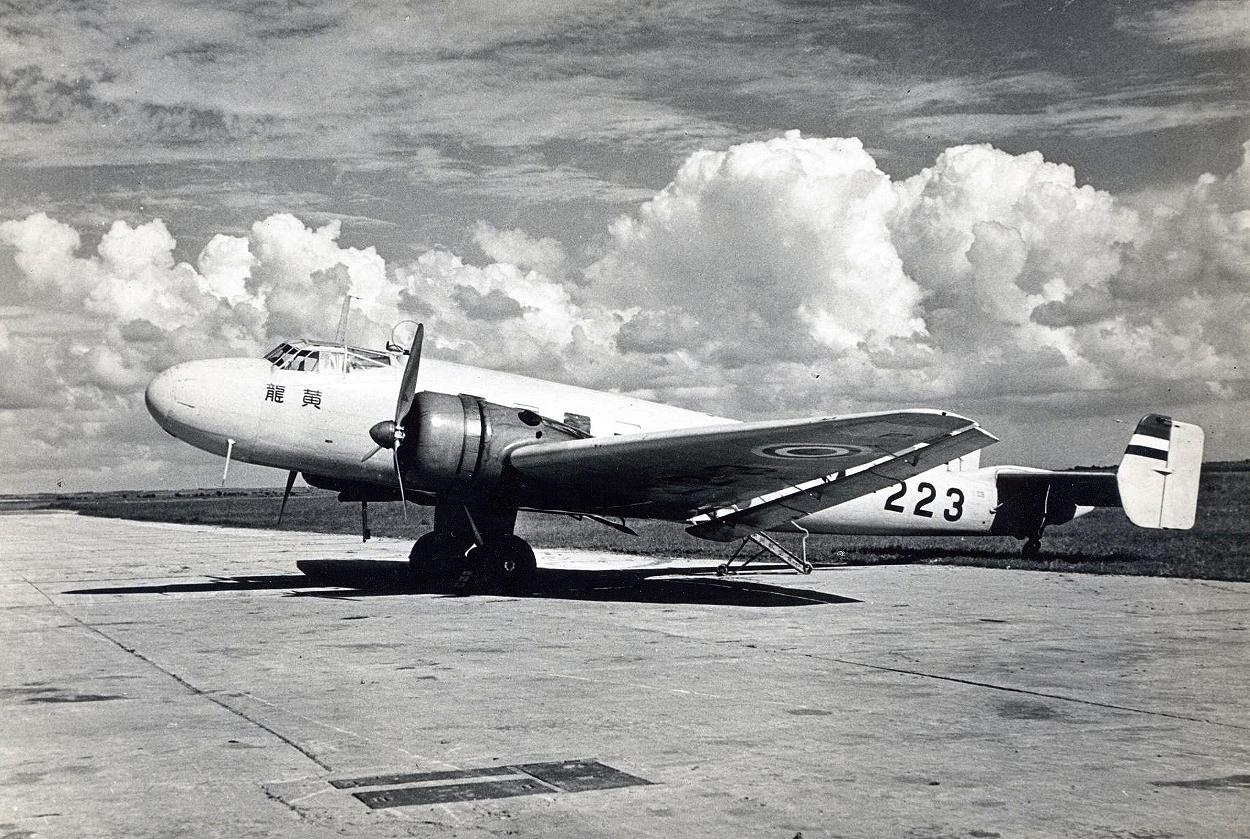
Пасажирський Ju 86/Ю-86

## Участь у бойових діях
З 1944 року ВПС Імператорської Маньчжурії було передано в оперативне підпорядкування 2-ї повітряної армії Імперської армії Японії у Маньчжурії. На той час Маньчжурські ВПС здійснили близько 120 бойових вильотів. Ближче до кінця війни вони постійно відчували нестачу палива та техніки, зокрема винищувачів Nakajima Ki-43 та Nakajima Ki-44. Техніка та паливо лімітувалися через брак потужностей у промисловості та енергетиці Японської імперії. Після початку нальотів далекої авіації США наприкінці 1944 року штаби Маньчжурських ВПС та Квантунської армії розпочали формування таранних загонів. Перший таран B-29 здійснив Nakajima Ki-27 Маньчжурських ВПС. У 1945 році у зв'язку з наближенням супротивника до метрополії та висадженням сил КМП США на архіпелаг Рюкю інтенсивність нальотів на територію Маньчжурії знизилася. Як головну загрозу Імператорської Маньчжурії розглядалося вторгнення частин і з'єднань Червоної армії з радянського Далекого Сходу, у зв'язку з чим виросло значення ударної авіації. Під час Маньчжурської операції влітку 1945 року Маньчжурських ВПС застосовували тактику таранних ударів, але ніщо не могло завадити розгрому Збройних сил Імператорської Маньчжурії.